# Aurora, Illinois
Aurora är en stad i den amerikanska delstaten Illinois med en yta av 102,1 km² och en befolkning, som uppgår till cirka 157 000 invånare (2003). Cirka 11 procent av befolkningen i staden är afroamerikaner. Av befolkningen lever cirka 8 % under fattigdomsgränsen. 
Staden är belägen i den nordvästra delen av delstaten cirka 70 km söder om gränsen till Wisconsin och cirka 70 km väster om Chicago och cirka 270 km norr om huvudstaden Springfield.
Aurora är denna stad vilken Garth och Wayne i Waynes World bor i, och vilken de sänder sin show från.